# Nomoli

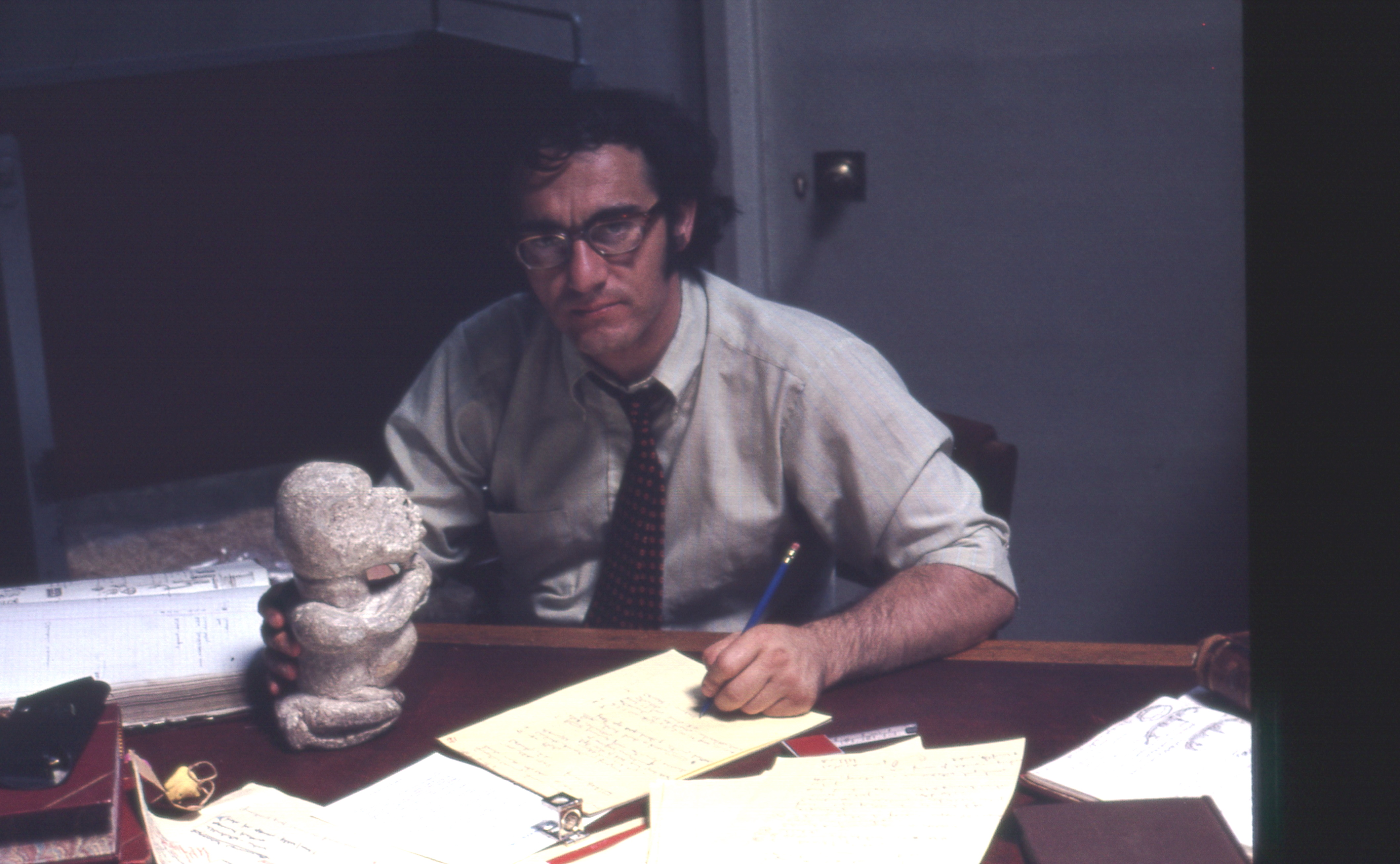
Un nomoli examiné par un spécialiste au British Museum en 1970

Le nomoli, ou nomori (pluriel nomolisia) est une statuette souvent anthropomorphe en pierre tendre que l'on trouve en Sierra Leone, chez les Temné, les Mendé et les Sherbro, et qui présente des similitudes avec le pomdo (plur. pomtan) des Kissi de Guinée.

## Description
En stéatite – une pierre presque aussi souple à travailler que le bois –, ces petites statues présentent généralement une tête assez volumineuse, des yeux globuleux et un nez épaté. Les Kissi tiennent les pomtan « pour des ancêtres et les interrogent (en les portant sur la tête, fixées sur un brancard comme le cadavre) pour les identifier. Une fois identifiées, habillées et consacrées par un sacrifice, elles servent à la divination, assurent le châtiment des coupables et garantissent le serment ».
La fonction originelle et l'âge exact de ces pièces, nombreuses et trouvées dans les champs à l'occasion de travaux agricoles, restent inconnues.
Certaines semblent antérieures à l'arrivée des Portugais dans le golfe de Guinée.

## Galerie

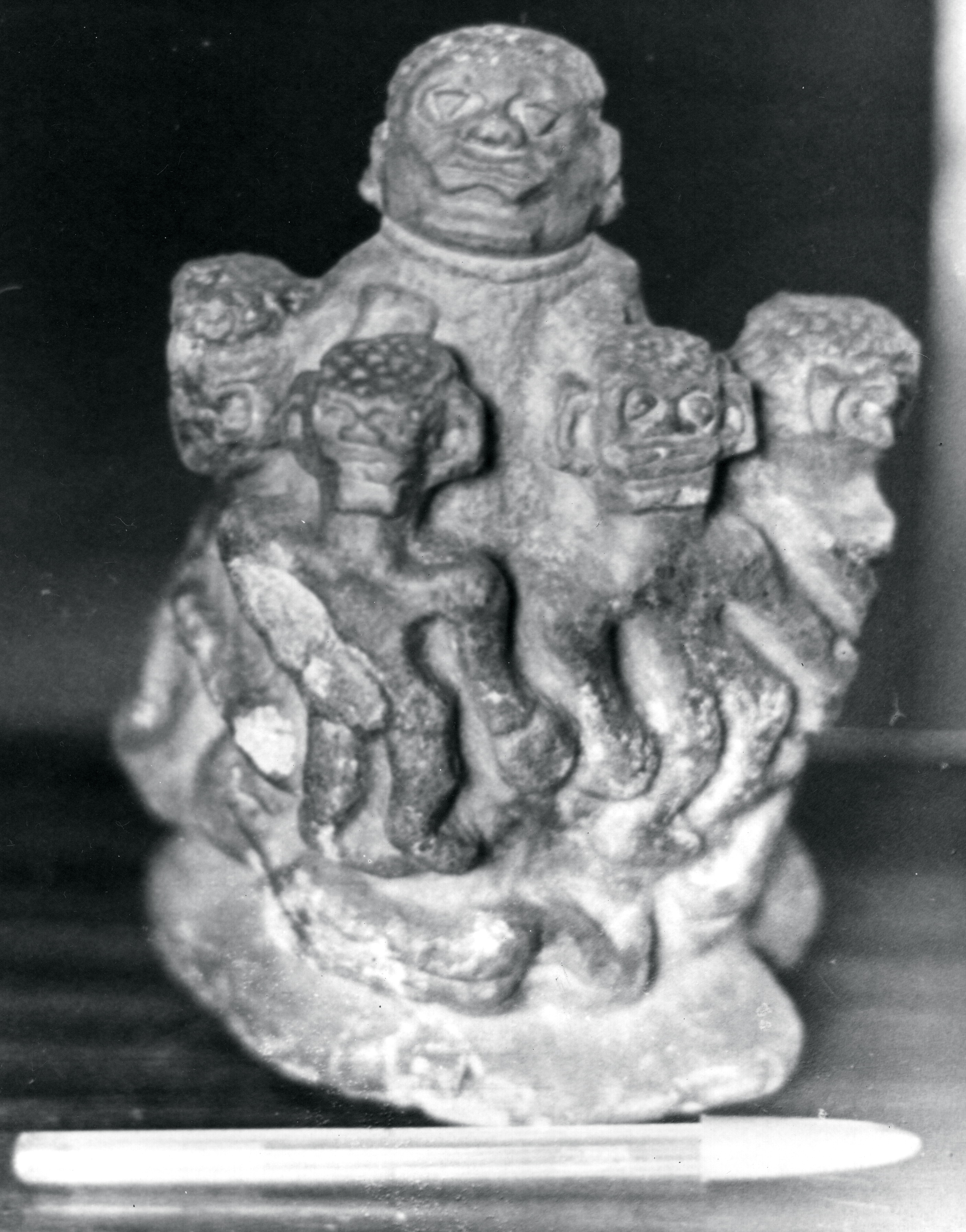
Nomoli (Musée national de Sierra Leone)
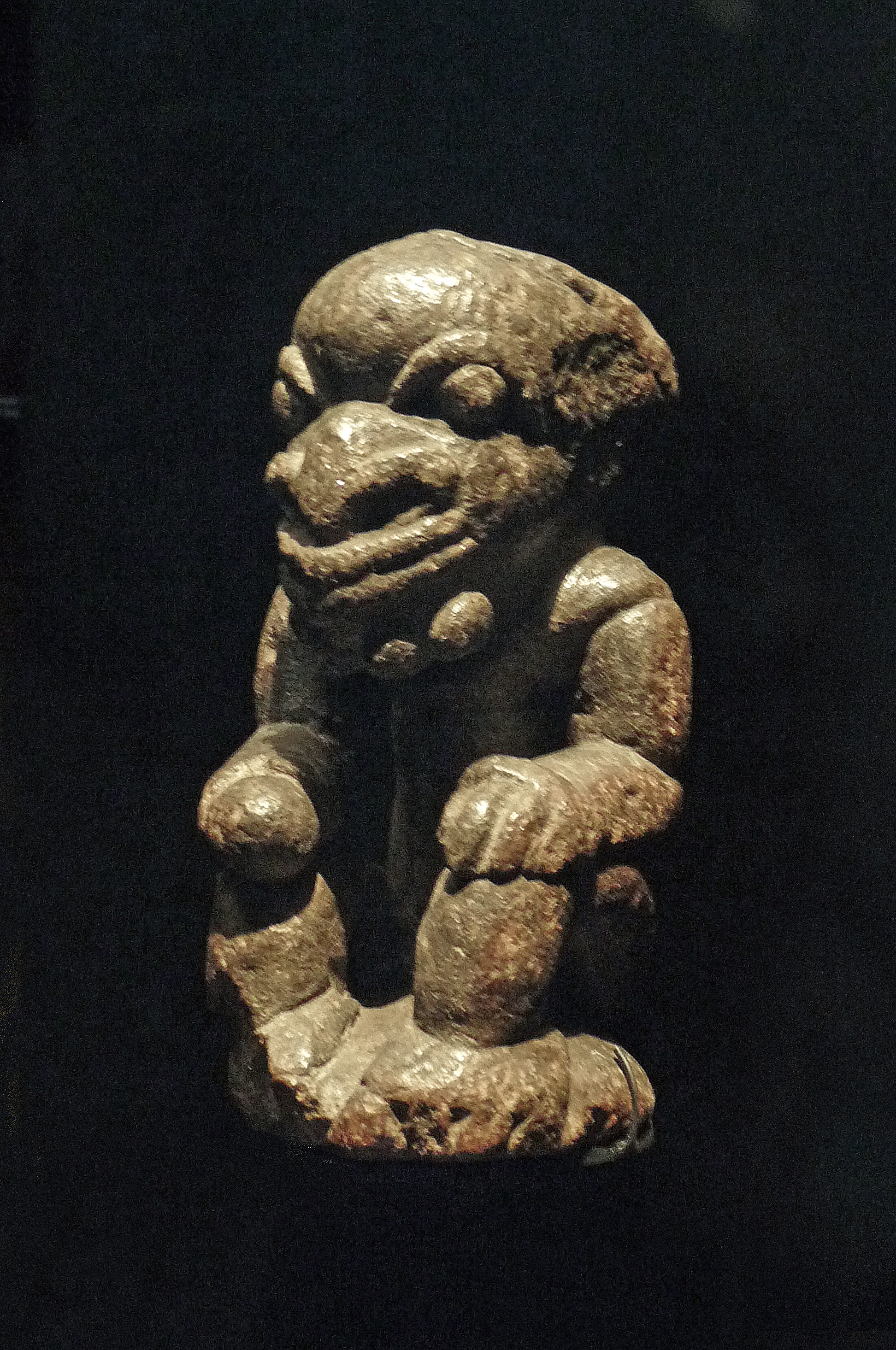
Nomoli mendé (Musée du quai Branly)
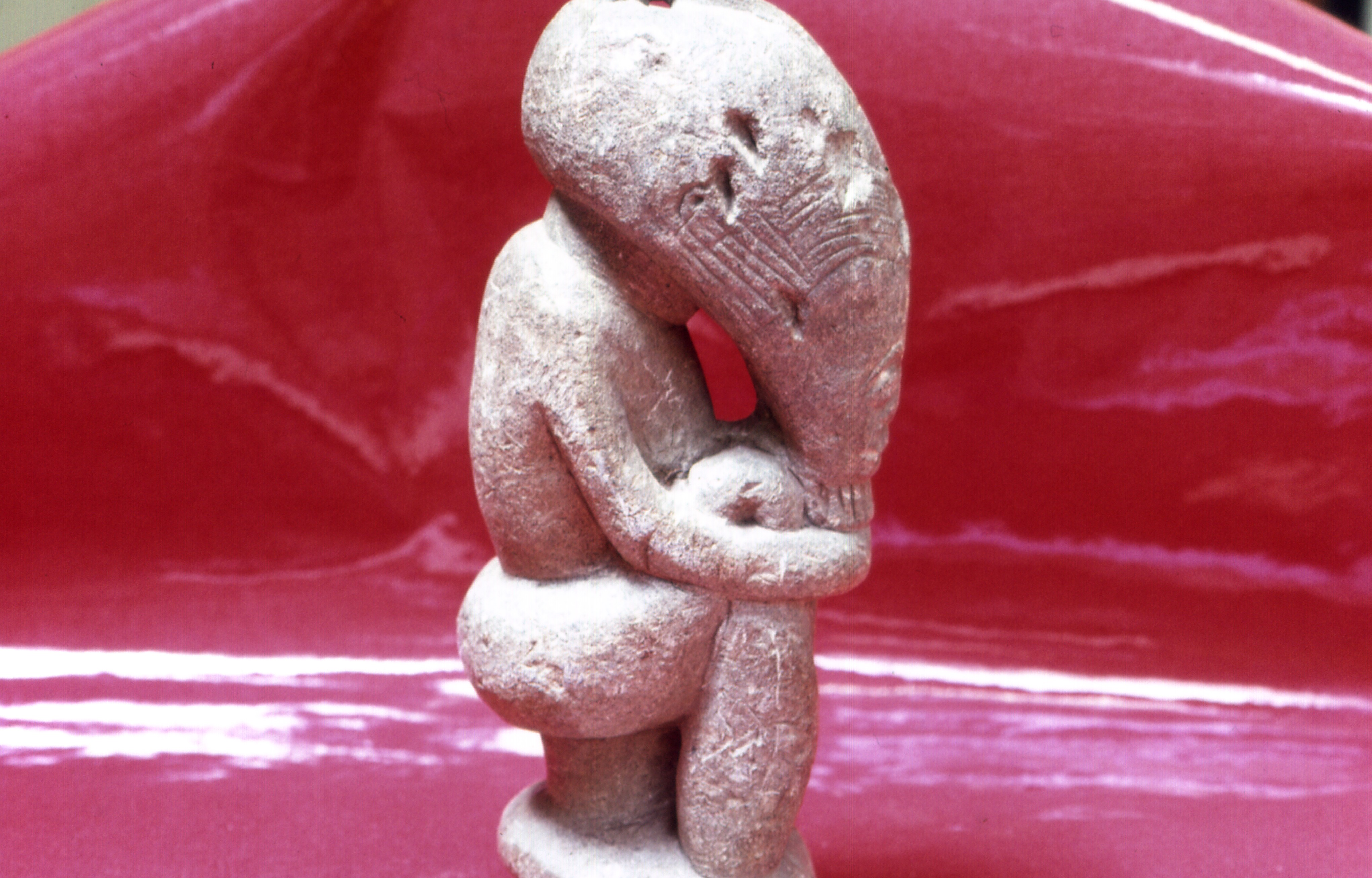
Nomoli de profil (British Museum)
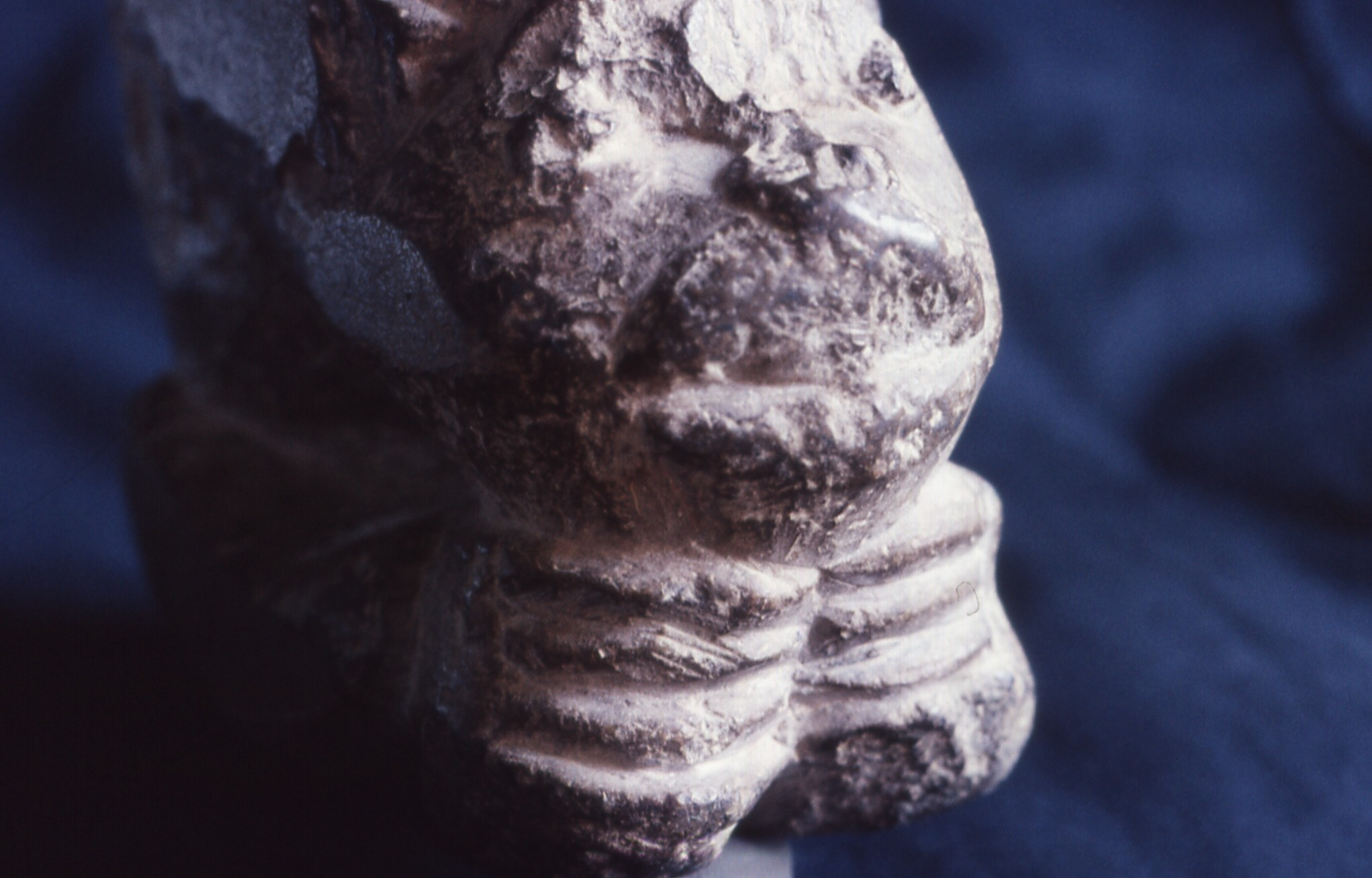
Détail d'un nomoli (Musée royal de l'Afrique centrale)
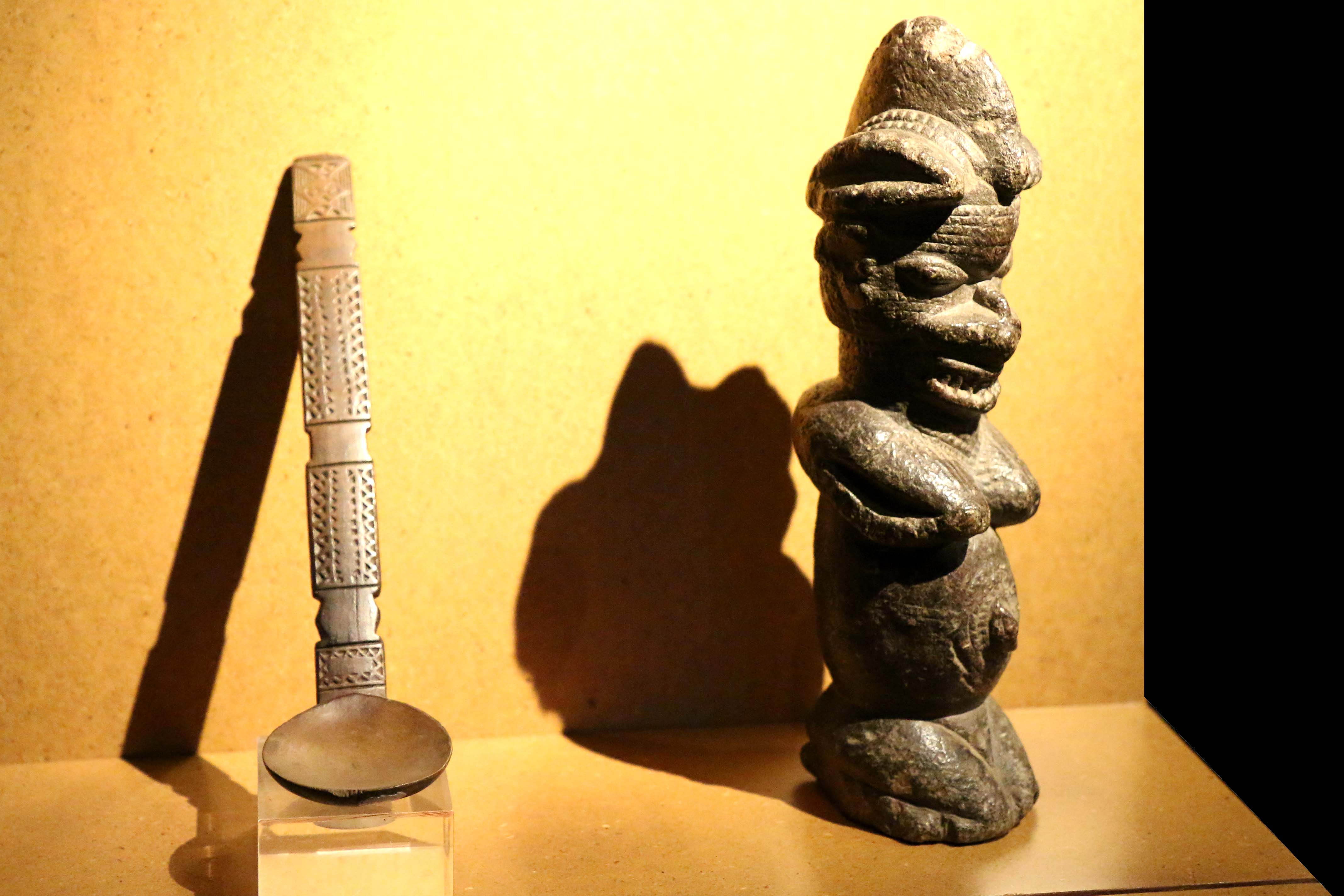
Cuillère et statuette Kissi (Musée des Arts africains, océaniens et amérindiens)

### Discographie
- Aurélien Gaborit (conférencier), L'aventure d'une œuvre. Statuette anthropomorphe nomoli : Conférence enregistrée au Salon de lecture Jacques Kerchache le 20 février 2012, Musée du quai Branly, Paris, 2012, 45 min (CD)